# 仙客来醛
仙客来醛（英語：Cyclamen aldehyde）是一种有机化合物，化学式为C13H18O。仙客来醛具有山谷百合味香气，其气味及强度与间位异丙基的异构体相似，可用于香水制造。

## 合成
仙客来醛可由对异丙基-α-甲基肉桂醛在铑负载氧化铝（或镍负载二氧化硅）的催化氢化得到。β-甲基-4-异丙基苯丙醇被马丁试剂氧化，也能制得仙客来醛。

## 反应
仙客来醛和盐酸羟胺在四氯化钛-吡啶体系中反应，可以得到α-甲基-4-异丙基苯丙腈，羟胺-O-磺酸在乙酸水溶液中也能完成这一转化。
它和4-硝基苯甲醛在吡咯烷-乙酸催化下于二甲基亚砜中反应，经烯胺中间体，可以得到β-羟基-α-甲基-α-(4-异丙基苄基)-4-硝基苯丙醛。
在催化下，它可以和乙二醇形成缩醛：
它和氟试剂在乙酰丙酮亚铁催化下于乙腈中反应，得到β-氟-α-甲基-4-异丙基苯丙醛（syn:anti=2:1）。